# Hoşap Çayı
La rivière de Hoşap (Hoşap Çayı) est une rivière turque coupée par le Barrage de Zernek dans la province de Van. La rivière porte le nom de la forteresse qui se trouve dans le village de Güzelsu (Hoşap Kalesi). La partie du cours de la rivière au sortir du barrage est appelée rivière de Dönemeç (Dönemeç Çayı) du nom d'un village proche de son embouchure au sud du lac de Van.